# 天津市南开区中营小学
天津市南开区中营小学是一所位于中华人民共和国天津市南开区的公立小学。

## 历史
天津市南开区中营小学原名天津官立模范二等小学。1905年（清光绪31年），直隶总督袁世凯在津兴办学务，命学务督办卢木斋开始筹建天津官立模范二等小学。1906年3月5日，天津官立模范二等小学建成，成为当时天津最早的官办小学。后来，校名曾易名为河北省立第一模范小学、河北天津师范附小等。1960年，被命名为天津市南开区中营小学至今。2005年4月27日，天津市南开区中营小学新校舍工程破开工。2006年5月31日，新校舍建成。

## 概况
天津市南开区中营小学被保留的原校舍建筑面积为2100平方米，新校舍占地面积约30亩，总建筑面积为15000平方米。天津市南开区中营小学有50个教学班，2171名学生，教职工134人。

## 建筑
天津官立模范二等小学位于南开区西门里路中营前里1号，目前是重点保护等级历史风貌建筑。该旧址占地面积为10395.56平方米，建筑面积为7613.45平方米，校内设有教学楼、校舍和礼堂，都为砖木结构楼房，外立面为青砖清水墙面。教学楼为1984年在旧教学楼的基础上原貌重建（原为二层建筑），坐北朝南，为混合结构三层楼房，由外廊环绕相连，整体建筑正房为教室，东西两侧为办公用房。是一座折中主义风格建筑。校舍为平房，外立面为青砖铺成、顶部为瓦顶。此外，校园内还设有长廊和庭院，庭院内种有藤萝、松柏和杨树等植物。1942年秋，学校建立竹生亭，取原校长刘宝慈先生号竹生命名，亭内立有刘宝慈全身大理石雕像。

## 校长
- 刘宝慈
- 祃秀梅

## 名师
- 胡定九
- 许大本
- 张淑英
- 杜蕴珍
- 靳家彦

## 知名校友
- 任仲夷
- 焦菊隐
- 朱宪彝
- 朱宗尧
- 李福景
- 龚望
- 刘子久
- 杜滋龄
- 梁思达
- 李砚

## 内部链接
- 天津教育
- 耀华小学
- 天津市实验小学
- 天津市街坊小学